# هراند ملکومیان
هراند ملکومیان (ارمنی: Հրանտ Մելքումյան; زاده ۳۰ آوریل ۱۹۸۹) استادبزرگ شطرنج اهل ارمنستان است.
وی در دسامبر ۲۰۱۱ میلادی قهرمان شطرنج سرعتی اروپا شد.
| به‌دلیل برخی مشکلات فنی، نمودارها موقتاً قابل مشاهده نیستند. اطلاعات بیشتر پیرامون این مشکل در فابریکاتور و وبگاه مدیاویکی در دسترس است. | |
| | به‌دلیل برخی مشکلات فنی، نمودارها موقتاً قابل مشاهده نیستند. اطلاعات بیشتر پیرامون این مشکل در فابریکاتور و وبگاه مدیاویکی در دسترس است. |